# Cedusa wontula
Cedusa wontula är en insektsart som beskrevs av Kramer 1986. Cedusa wontula ingår i släktet Cedusa och familjen Derbidae. Inga underarter finns listade i Catalogue of Life.